# Cameron Esposito
Cameron Anne Young Anastasia Esposito (Western Springs, 17 ottobre 1981) è un'attrice statunitense di origini italiane.

## Filmografia parziale

### Attrice

#### Cinema
- Sleight - Magia, regia di J.D. Daillard (2016)
- Mother's Day, regia di Garry Marshall (2016)
- The Hero - Una vita da eroe (The Hero), regia di Brett Haley (2017)
- Sognando Marte (Moonshot), regia di Christopher Winterbauer (2022)

#### Televisione
- Maron – serie TV, 5 episodi (2014-2016)
- Comedy Bang! Bang! – programma TV, puntata 4x02 (2015)
- Take My Wife – serie TV, 15 episodi (2016-2018)
- Brooklyn Nine-Nine – serie TV, 2 episodi (2019)
- Un milione di piccole cose (A Million Little Things) – serie TV, 22 episodi (2022-2023)
- With Love – serie TV, episodio 2x03 (2023)
- Station 19 – serie TV, episodio 7x07 (2024)

### Doppiatrice
- Adventure Time – serie animata, 2 episodi (2014-2017)
- We Bare Bears - Siamo solo orsi – serie animata , 17 episodi (2016-2019)
- I Greens in città – serie animata, 1x10 (2018)
- Noi piccoli orsetti – serie animata, episodio 2x03 (2023)

## Doppiatrici italiane
Nelle versioni in italiano dei suoi lavori, Cameron Esposito è stata doppiata da:
- Sabrina Duranti in With Love
- Martina Felli in Station 19
- Emanuela D'Amico in A Million Little Things